# Carlos Luis Suárez Codorniú
Carlos Luis Suárez Codorniú (ur. 2 września 1965 w Las Palmas) – hiszpański duchowny rzymskokatolicki, sercanin, od 2018 przełożony generalny Zgromadzenia Księży Najświętszego Serca Jezusowego.

## Życiorys
Do zakonu wstąpił w 1984. Święcenia kapłańskie przyjął w 1990 roku. Jako kapłan posługiwał w Indiach i Wenezueli. 20 lipca 2018 kapituła generalna wybrała go na generała zakonu sercanów.